# Коростишівська районна рада
Корости́шівська райо́нна ра́да — орган місцевого самоврядування Коростишівського району Житомирської області. Розміщується в місті Коростишів, адміністративному центрі району.

## VII скликання

### Склад ради
Загальний склад ради: 34 депутати.
Виборчий бар'єр на чергових місцевих виборах 2015 року подолали місцеві організації шести політичних партій. Дев'ять депутатських місць отримало Всеукраїнське об'єднання «Батьківщина»; БПП «Солідарність» — 8, Всеукраїнське об'єднання «Свобода» — 6 мандатів, Радикальна партія Олега Ляшка та «Народний контроль» — по 4, «Опозиційний блок» — 3 депутатських місця.
За інформацією офіційної сторінки ради, станом на травень 2020 року діють чотири депутатських фракції («БПП «Солідарність», ВО «Батьківщина», ВО «Свобода», Радикальна партія Олега Ляшка) та стільки ж депутатських постійних комісій:
- з питань бюджету, комунальної власності та адміністративно-територіального устрою;
- з питань охорони здоров’я, соціального захисту та гуманітарних питань;
- з питань законності, правопорядку, регламенту та антикорупційної політики;
- з питань соціально-економічного та агропромислового розвитку, екології і земельних відносин.

### Керівництво
25 листопада 2015 року, на другому засіданні першої сесії Коростишівської районної ради VII скликання, головою ради обрали представника ВО «Свобода» Сергія Бондарчука, заступника директора Департаменту охорони здоров'я Житомирської ОДА. 